# Arrhult
Arrhult var en svensk musikgrupp från Sundsvall som bestod av syskonen Abbey och Agnes Arrhult. 
År 2017 fick Arrhult sitt genombrott i musikbranschen när de tillsammans med Joakim Lundell släppte singlarna "All I Need", "My Addiction" och "Monster", och återfanns på Spotifys topplista under hela året. På senare tid har syskonen valt att satsa på en egen musikkarriär.

## Diskografi (egna utgivningar)
| Egna utgivningar  | År   | Skivbolag        | Artist  |
| ----------------- | ---- | ---------------- | ------- |
| Better Than Words | 2016 | Ninetone Records | Arrhult |
| Just Fiction      | 2017 | Ninetone Records | Arrhult |
| Badder Together   | 2017 | Ninetone Records | Arrhult |
| Scar Tissue       | 2018 | Ninetone Records | Arrhult |
| 1999              | 2018 | Ninetone Records | Arrhult |
| Kids of Paris     | 2019 | Ninetone Records | Arrhult |

## Diskografi (som medverkande)
| Titel        | År   | Skivbolag        | Artist         | Roll       |
| ------------ | ---- | ---------------- | -------------- | ---------- |
| All I Need   | 2017 | Ninetone Records | Joakim Lundell | Kompositör |
| My Addiction | 2017 | Ninetone Records | Joakim Lundell | Kompositör |
| Monster      | 2017 | Ninetone Records | Joakim Lundell | Kompositör |
| Only Human   | 2017 | Ninetone Records | Joakim Lundell | Kompositör |
| Hazardous    | 2018 | Ninetone Records | Joakim Lundell | Kompositör |